# Brownstown (Indiana)
Brownstown é uma cidade  localizada no estado americano de Indiana, no Condado de Jackson.

## Demografia
Segundo o censo americano de 2000, a sua população era de 2978 habitantes. 
Em 2006, foi estimada uma população de 3039, um aumento de 61 (2.0%).

## Geografia
De acordo com o United States Census Bureau tem uma área de 
3,7 km², dos quais 3,7 km² cobertos por terra e 0,0 km² cobertos por água. Brownstown localiza-se a aproximadamente 167 m acima do nível do mar.

## Localidades na vizinhança
O diagrama seguinte representa as localidades num raio de 24 km ao redor de Brownstown. 